# Хрониозухи
Хрониозухи (лат. Chroniosuchus, от др.-греч. χρόνιος σοῦχος — давний крокодил) — род рептилиоморф из семейства хрониозухид, известных по отложениям верхнетатарского яруса верхнепермского отдела из Архангельской, Оренбургской и Вологодской областей России.
Впервые получил название в публикации Вьюшкова 1957 года, описывающей типовой вид Chroniosuchus paradoxus.

## Описание

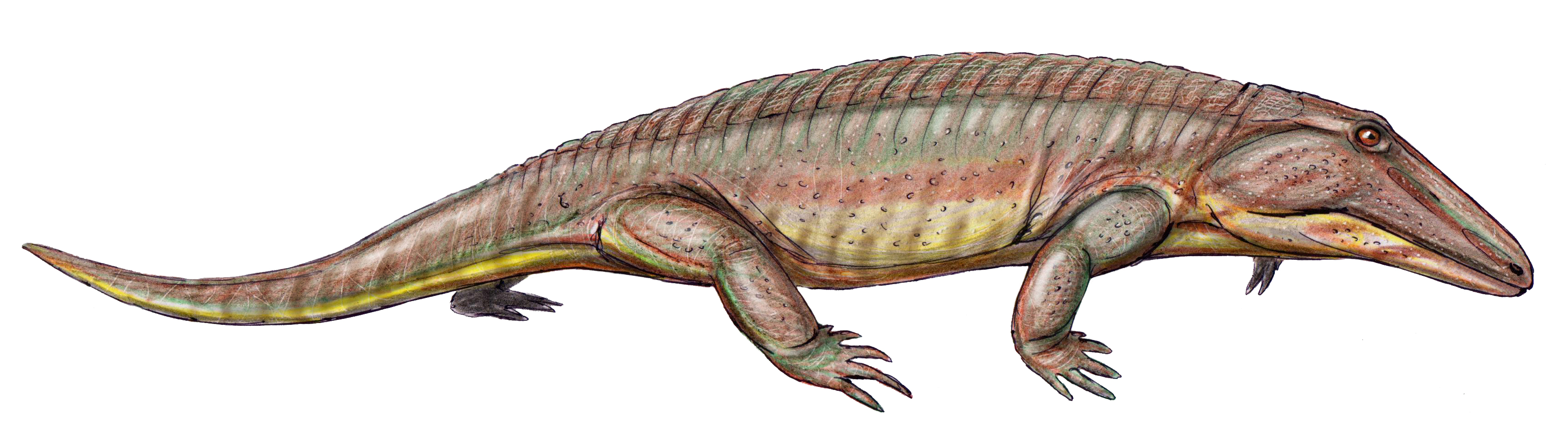
Реконструкция Chroniosuchus licharevi

Длина черепа по средней линии до 30 см. Дермальное скульптирование черепа ячеистого или ячеисто-кристатного типа. Орбиты расположены довольно близко друг к другу. Скульптирование панцирных щитков ячеистое. Одна пара скульптурных гребней на крышке черепа (на задне-боковой теменной кости от пинеального окна) представлена только у ювенильных форм.
От Chroniosaurus и Jarilinus отличается более крупными размерами, сравнительно узким межглазничным пространством и ячеистым типом дермального скульптирования панцирных щитков. Кроме того, от Chroniosaurus отличается ячеистым или ячеисто-кристатным дермальным скульптированием черепа.

## Классификация
В род включают 2 вымерших вида:
- Chroniosuchus licharevi Riabinin, 1962 [syn. Chroniosuchus vjuschkovi Tverdochlebova, 1967]
- Chroniosuchus paradoxus Vjushkov, 1957typus

Ещё один вид, Chroniosuchus mirabilis Vjuschkov, 1957, выделен в род Jarilinus.